# Lalkowy
Lalkowy is een plaats in het Poolse district  Starogardzki, woiwodschap Pommeren. De plaats maakt deel uit van de gemeente Smętowo Graniczne en telt 310 inwoners.